# Plaza Miranda (El Silencio)
La Plaza Miranda es un espacio público de la Parroquia San Juan en Caracas, Venezuela. La plaza se encuentra en el centro histórico de Caracas, en la Reurbanización El Silencio, entre las avenidas Baralt y Lecuna; diagonal a ésta se encuentra el Centro Simón Bolívar. Además, la esquina donde se ubica lleva el nombre de Miranda por este motivo.
Su nombre se debe al precursor de la independencia venezolana, el generalísimo Francisco de Miranda. En Caracas existen, al menos, otras dos plazas con este nombre, pero ubicadas dentro de los límites del Estado Miranda, al este de la ciudad.

## Historia

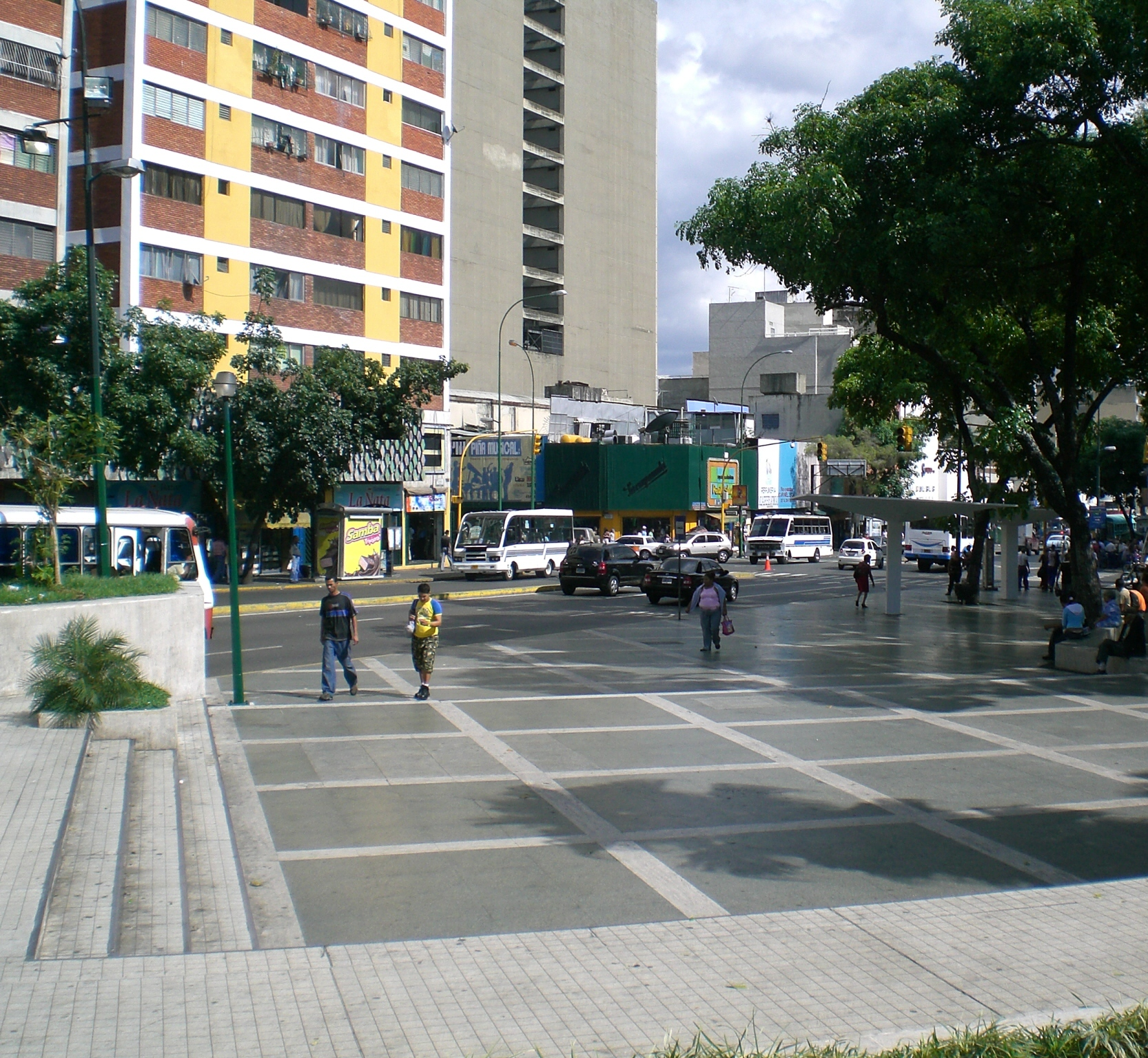
Vista de la parte este de la Plaza Miranda.

La plaza fue concebida dentro del proyecto, impulsado por el presidente Isaías Medina Angarita, para reurbanizar los barrios próximos al casco histórico de Caracas. Para ello, se le encomendó la labor al arquitecto Carlos Raúl Villanueva de hacer el conjunto que incluyó esta plaza y la Plaza O'Leary. La Plaza Miranda se inauguró en 1945 junto a las demás obras de El Silencio.
Luego de años sin mantenimiento y falta de vigilancia, la plaza sufrió algunos deterioros y hurtos, aparte de los detalles en la estatua de Francisco de Miranda. Sin embargo, en 2006, con motivo del bicentenario de su llegada a La Vela de Coro para intentar librar la batalla de independencia, se deciden rehabilitar los monumentos, plazas y parques en su honor. Por ello, la Alcaldía de Libertador, bajo la administración de Freddy Bernal, inició la recuperación total de la plaza y su reinauguración a mediados de ese año.